# Otherware
Otherware – typ licencji oprogramowania, na podstawie której bezpłatne oprogramowanie jest dystrybuowane z klauzulą zachęcającą konsumenta do czynności innej niż zapłata pieniędzy. Taką czynnością może być wysłanie pocztówki do autora, wypicie za jego zdrowie czy wpłata na konto instytucji dobroczynnej. Autor oprogramowania nie ma bezpośrednich korzyści z tytułu ekwiwalentnej czynności, nie ma też możliwości kontroli, czy taka czynność nastąpiła.